# Fenindione
Il fenindione è un composto indandione utilizzato come anticoagulante orale e con azioni simili al warfarin, ma raramente impiegato a causa di una maggiore incidenza di gravi effetti avversi.

## Farmacologia

### Indicazione d'uso
Il farmaco è utilizzato per il trattamento dell'embolia polmonare, cardiomiopatia, fibrillazione e flutter atriali, embolia cerebrale, trombosi murale e trombofilia. Viene inoltre impiegato per la profilassi anticoagulante.

### Farmacodinamica
Il fenindione fluidifica il sangue antagonizzando la vitamina K, necessaria per la produzione dei fattori di coagulazione all'interno del fegato. Gli anticoagulanti come il fenindione non hanno un effetto diretto su un trombo già formato, né invertano il danno tissutale ischemico (danno causato da un'adeguata irrorazione sanguigna a un organo o parte del corpo). Tuttavia, una volta che si è verificato un trombo, l'obiettivo del trattamento anticoagulante è prevenire un'ulteriore estensione del coagulo formato e prevenire complicanze tromboemboliche secondarie che potrebbero avere esiti gravi e possibilmente fatali.

### Meccanismo d'azione
Il fenindione inibisce la vitamina K reduttasi, provocando una deplezione della forma ridotta di vitamina K (vitamina KH2). Poiché la vitamina K è un cofattore per la carbossilazione dei residui di glutammato nelle regioni N-terminali delle proteine dipendenti dalla vitamina K, ciò limita la gamma-carbossilazione e l'attivazione successiva delle proteine coagulanti dipendenti dalla vitamina K. La sintesi dei fattori di coagulazione dipendenti dalla vitamina K II, VII, IX e X e delle proteine anticoagulanti C e S viene inibita. La depressione di tre dei quattro fattori di coagulazione dipendenti dalla vitamina K (fattori II, VII e X) comporta una diminuzione dei livelli di protrombina e una riduzione della quantità di trombina generata e legata alla fibrina. Ciò riduce la trombogenicità dei coaguli.

### Assorbimento
Viene assorbito lentamente dal tratto gastrointestinale.

#### Volume di distribuzione
I dati riguardanti il volume di distribuzione del farmaco non sono attualmente disponibili.

#### Legame proteico
Il legame del farmaco con le proteine plasmatiche è del 88%. 

### Metabolismo
Il metabolismo del farmaco è di tipo epatico. 

#### Via di eliminazione
I dati riguardanti l'eliminazione del farmaco non sono attualmente disponibili.

#### Emivita
5-10 ore. 

#### Clearance
I dati riguardanti i valori di clearance del farmaco non sono attualmente disponibili.

### Tossicità
La dose letale 50 del farmaco somministrato per via orale nel topo p di 175 mg/kg, mentre nel ratto è di 163 mg/kg.

### Interazioni alimentari
Evitare erbe e integratori con attività anticoagulante/antiaggregante piastrinica. Esempi includono ginseng, ginkgo, zenzero e aglio.